# Robert-Joseph Pothier

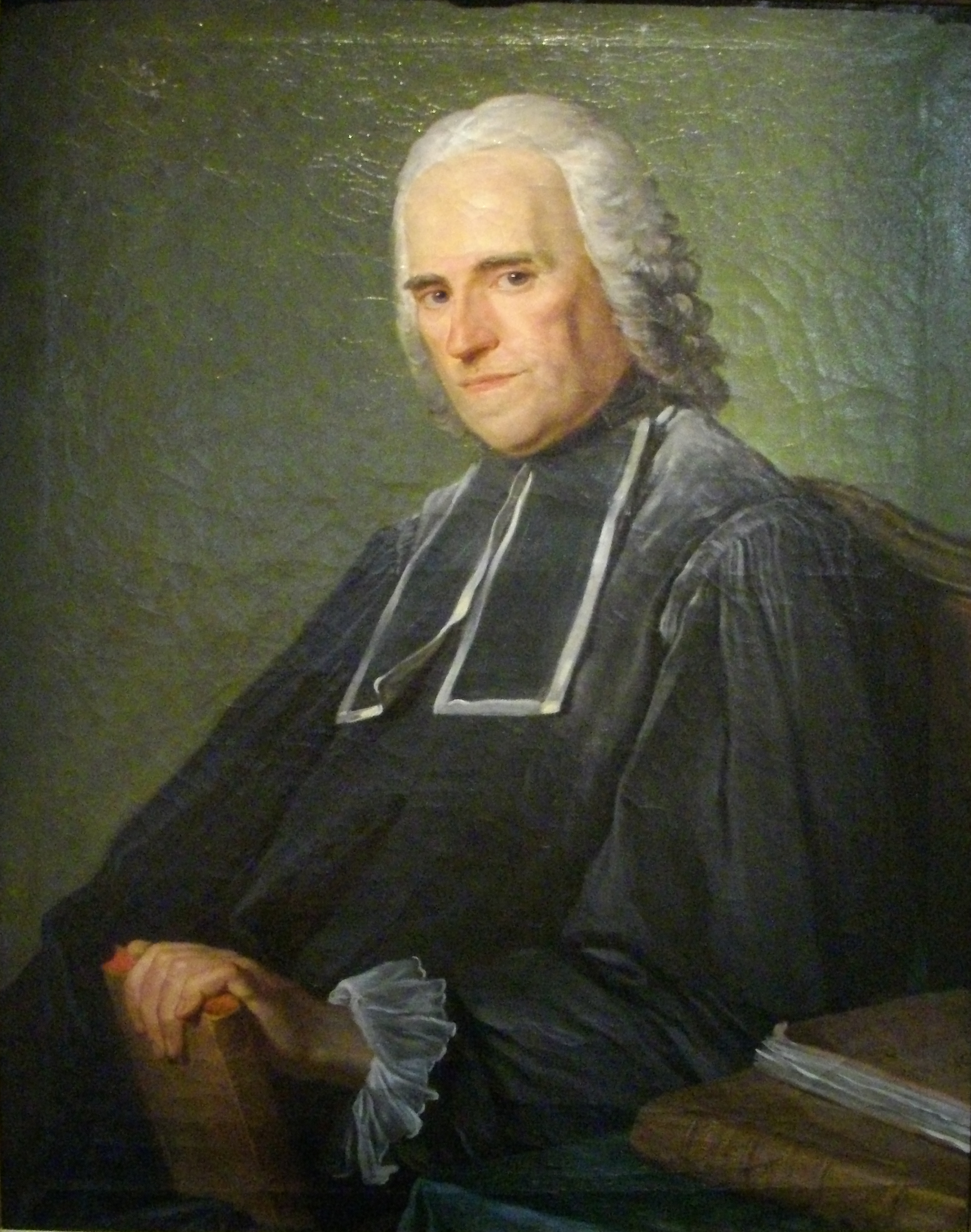
Portretschilderij door Simon-Bernard Lenoir

Robert-Joseph Pothier (Orléans, 9 januari 1699 – aldaar, 2 maart 1772) was een Frans rechtsgeleerde, hoogleraar en magistraat.

## Leven
Pothier kwam uit de geziene burgerij van Orléans. Zijn familie had magistraten en een burgemeester geleverd en zijn vader was er hoofd van de presidiale rechtbank. Toen hij stierf werd de opleiding van de achtjarige Robert toevertrouwd aan zijn oom, kanunnik in de kathedraal van Orléans, die hem naar het jezuïetencollege stuurde. Door toedoen van zijn moeder liet hij een geestelijke carrière liggen en vatte hij rechtenstudies aan. In 1718 behaalde hij zijn licentiaat aan de universiteit van Orléans. Twee jaar later begon hij als 21-jarige raadsheer in de présidial van Orléans, waar hij tot zijn dood zou werken. In 1743 werd hij lid van de domaniale kamer. Ook het schepenambt van Orléans, waartoe hij in 1747 werd verkozen, oefende hij levenslang uit.
Op voorspraak van kanselier Henri François d'Aguesseau kon Pothier professor worden aan de Sorbonne, maar hij wees dit af en koos voor de Universiteit van Orléans. Daar nam hij in 1749 de leerstoel Frans recht van de overleden Prévôt de la Jannès over. Hij zette diens gewoonte verder om zijn studenten bij hem thuis uit te nodigen voor werkcolleges. Dit was volledig gratis, met inbegrip van de aangeboden maaltijden.
Pothier was een vrijgezel die bekend stond om zijn sobere levenswijze. Als hij eens nieuwe kleren had, schreven zijn leerlingen dat toe aan zijn gouvernante Thérèse Javoi, die zijn huishouden bestierde. Zijn goedheid en eenvoud waren vergelijkbaar met Jean de La Fontaine. Zijn gestrengheid zweemde naar jansenisme.

## Werk
Al vanaf zijn jonge jaren toonde Pothier zich een productief juridisch auteur. Hij bestreek een groot scala aan onderwerpen, inclusief buitenlandse rechtsstelsels zoals het Duitse, Nederlandse en Italiaanse. Alleen het strafrecht liet hij grotendeels links liggen, omdat hij zich niet kon verzoenen met het principe van de tortuur, waarover hij zei: "De tortuur ondervraagt en de pijn antwoordt". Hij stelde zich tot taak de regels en principes van de justiniaanse Pandecten methodisch te ordenen en kreeg daarbij hulp van zijn leerling Guillaume-François Le Trosne, de toekomstige fysiocraat. Het resultaat, Pandectæ Justinianeæ in novum ordinem digestæ, verscheen in drie delen in Parijs (1748-1752).
Daarnaast legde hij zich toe op het Franse recht. Met een doorgedreven vergelijking tussen het geschreven recht van de langue d'oc en de gewoonterechten van de langue d'oil schiep hij de basis voor een meer eengemaakt nationaal rechtsstelsel. In dat kader wijdde hij twee verhandelingen aan de gebruiken van Orléans. In het bijzonder zijn behandeling van het overeenkomstenrecht bleek zeer invloedrijk. Sommige passages werden letterlijk overgenomen door de auteurs van het Frans Burgerlijk Wetboek en raakten langs die weg verspreid over Europa. Ook de Engelse en Amerikaanse rechtsgeleerden van de 18e eeuw hadden grote bewondering voor Pothier.

## Eerbetoon
Pothier kreeg een bas-reliëf in het Huis van Afgevaardigden in Washington. Zijn geboortestad Orléans eerde hem met een standbeeld van Vital-Dubray, dat echter onder het Vichy-regime werd omgesmolten. Wel bewaard is zijn stenen 19e-eeuwse gevelbeeld in het stadhuis van Orléans. In 1920 is het lyceum van Orléans naar hem vernoemd en ook de grote aula van de plaatselijke rechtenfaculteit draagt zijn naam.

## Publicaties
- Coutume d'Orléans (1740, herdrukt in 1760 en 1772)
- Pandectæ Justinianeæ in novum ordinem digestæ, 3 dln. (1748-1752)
- Traité des obligations (1761, herdrukt 1764)
- Traité du contrat de vente, selon les règles tant du for de la conscience que du for extérieur (1762)
- Traité des retraits, pour servir d'appendice au traité du contrat de vente (1762)
- Traité du contrat de louage et Traité des cheptels selon les règles, tant du for de la conscience que du for extérieur (1764)
- Traité du contrat de mariage (1768)
- Traité du domaine de droit de propriété (1772)
- Traité des personnes et des choses (1777)
- Œuvres posthumes de M. Pothier. Traité des fiefs, censives, relevoisons & champarts (1776)
- Traités sur différentes matières du droit civil (1781)
- Œuvres de Pothier, annotées et mises en corrélation avec le Code civil et la législation actuelle, 9 dln. (1861-1862)